# Vignjevići
Vignjevići (cyr. Вигњевићи) – wieś w Czarnogórze, w gminie Cetynia. W 2003 roku liczyła 5 mieszkańców.